# Liste der Biografien/Kirw
Liste der Biografien |
Portal Biografien |
Personensuche
# |
A |
B |
C |
D |
E |
F |
G |
H |
I |
J |
K |
L |
M |
N |
O |
P |
Q |
R |
S |
T |
U |
V |
W |
X |
Y |
Z |
?
 
Ka |
Kb |
Kc |
Kd |
Ke |
Kf |
Kg |
Kh |
Ki |
Kj |
Kl |
Km |
Kn |
Ko |
Kp |
Kr |
Ks |
Kt |
Ku |
Kv |
Kw |
Ky |
Kx |
Kz
 
Kia |
Kib |
Kic |
Kid |
Kie |
Kif |
Kig |
Kih |
Kii |
Kij |
Kik |
Kil |
Kim |
Kin |
Kio |
Kip |
Kir |
Kis |
Kit |
Kiu |
Kiv |
Kiw |
Kix |
Kiy |
Kiz
 
Kira |
Kirb |
Kirc |
Kird |
Kire |
Kirf |
Kirg |
Kirh |
Kiri |
Kirj |
Kirk |
Kirl |
Kirm |
Kirn |
Kiro |
Kirp |
Kirr |
Kirs |
Kirt |
Kiru |
Kirv |
Kirw |
Kiry |
Kirz
Die Liste der Biografien führt alle Personen auf, die in der deutschsprachigen Wikipedia einen Artikel haben. Dieses ist eine Teilliste mit 20 Einträgen von Personen, deren Namen mit den Buchstaben „Kirw“ beginnt.

## Kirw

### Kirwa
- Kirwa, Eunice Jepkirui (* 1984), bahrainische Langstreckenläuferin
- Kirwa, Francis (* 1974), finnischer Marathonläufer kenianischer Herkunft
- Kirwa, Geoffrey (* 2001), kenianischer Hindernisläufer
- Kirwa, Gilbert Kipruto (* 1985), kenianischer Langstreckenläufer
- Kirwa, Isaac (* 1994), kenianischer Weitspringer
- Kirwa, Meshack Kosgei (* 1975), kenianischer Marathonläufer
- Kirwa, Stephen (* 1966), kenianischer Marathonläufer
- Kirwald, Eduard (1899–1988), deutscher Forstwissenschaftler, Landschaftsökologe, und Ingenieurbiologe
- Kirwan, Christopher, britischer Philosophiehistoriker
- Kirwan, Danny (1950–2018), britischer MusikerDanny Kirwan (1950–2018)

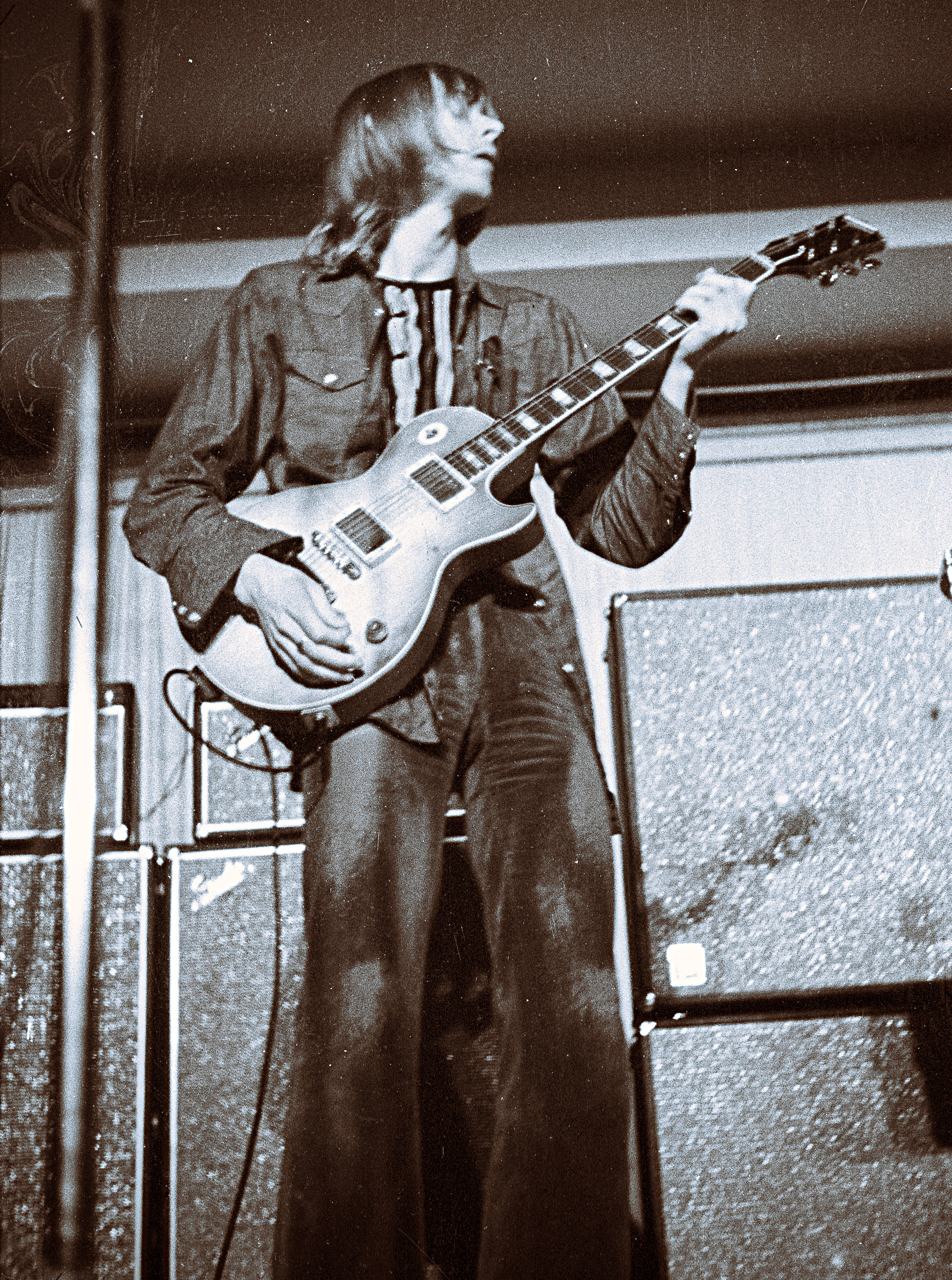
Danny Kirwan (1950–2018)

- Kirwan, Dervla (* 1971), irische Schauspielerin
- Kirwan, Frances (* 1959), britische Mathematikerin
- Kirwan, Francesca (* 1993), neuseeländisch-italienische Volleyball- und Beachvolleyballspielerin
- Kirwan, Guy M. (* 1968), britischer Ornithologe
- Kirwan, John (1878–1959), irischer Fußballspieler und -trainer
- Kirwan, John (* 1964), neuseeländischer Rugby-Union-Spieler und -Trainer
- Kirwan, Kadiff (* 1989), britischer Schauspieler
- Kirwan, Michael J. (1886–1970), US-amerikanischer Politiker (Demokratische Partei)
- Kirwan, Richard (1733–1812), irischer Chemiker

### Kirwi
- Kirwitzer, Wenzel Pantaleon (1588–1626), böhmischer Jesuit, Astronom und Missionar